# Robert Bolesto
Robert Bolesto (ur. 1977 w Kętrzynie) – polski scenarzysta i dramatopisarz.

## Życiorys
Uzyskał dyplom technika elektryka w Kętrzynie. Od 1997 studiował na Wydziale Inżynierii Materiałowej Politechniki Warszawskiej (studiów tych nie ukończył). W latach 2000–2002 uczył się prozy u Marka Nowakowskiego oraz dramaturgii u Tadeusza Słoboidzianka (Collegium Civitas w Warszawie). Podjął próbę dostania się na Wydział Reżyserii Filmowej i Telewizyjnej Państwowej Wyższej Szkoły Filmowej, Telewizyjnej i Teatralnej w Łodzi. Podejmował różne doraźne zajęcia: budowlańca, ogrodnika, copywritera i sprzątacza. Pracował z zespołem Calle Sol (latin jazz). Remontował hale koncernu Coca-Cola w Sarajewie.
Debiutował literacko w 2000 na łamach Rzeczpospolitej (dodatek Plus Minus). Opublikował wówczas opowiadanie Gorący dzień z niepublikowanego zbioru Trzy zabicia psa i jedno kota. O 2002 pisze teksty teatralne. 147 dni wystawiono w Teatrze Powszechnym w Warszawie w reżyserii Krzysztofa Rekowskiego (2005), a O Matko i Córko! w Laboratorium Dramatu.
W latach 2006–2007 był kierownikiem literackim Teatru Powszechnego. Został stamtąd zwolniony z powodu publikacji kontrowersyjnego manifestu artystycznego. W 2014 napisał scenariusz filmu Hardkor Disko w reżyserii Krzysztofa Skoniecznego, a w 2015 Córek dancingu w reżyserii Agnieszki Smoczyńskiej. W 2016 otrzymał Polska Nagrodę Filmową za scenariusz do filmu Ostatnia rodzina w reżyserii Jana P. Matuszyńskiego. W 2017 Łukasz Ronduda nakręcił według jego scenariusza Serce miłości, film o dwójce artystów: Zuzannie Bartoszek i Wojciechu Bąkowskim. Jego tekst Strach został zaadaptowany przez Małgorzatę Wdowik i Joannę Ostrowską (premiera nastąpiła w kwietniu 2018 w warszawskim Teatrze Rozmaitości). Wspólnie z Agnieszką Smoczyńską zrealizował przedstawienie Święta kluska (2018, teatr Komuna Warszawa).